# Orazio Dogliotti
(Giuseppe Garibaldi al maggiore Orazio Dogliotti nel corso della battaglia di Bezzecca; Giuseppe Cesare Abba, Quando giungeva il Generale... Bezzecca, 21 luglio 1866, in "Il Capitan Cortese", n. 27, Milano, 10 novembre 1893)
Orazio Dogliotti (Nizza Marittima, 20 marzo 1832 – Firenze, 20 gennaio 1892) è stato un generale e scrittore italiano, protagonista della battaglia di Bezzecca nel 1866.

## Biografia
Figlio di un ufficiale dell'esercito sabaudo, Orazio Dogliotti frequentò il Collegio militare di Asti. Ufficiale di carriera nell'artiglieria dell'esercito, prese parte con il grado di tenente alla seconda guerra di indipendenza. Nel 1860 si distinse durante la campagna nell'Italia meridionale a Pesaro, nella battaglia di Castelfidardo e all'assedio di Ancona.
Allo scoppio della terza guerra di indipendenza del 1866, con il grado di maggiore, fu posto al comando della brigata d'artiglieria (con batterie del 5º, 4º e 2º reggimento) aggregata al Corpo Volontari Italiani di Giuseppe Garibaldi impiegato in Trentino. Operò con capacità nella direzione dei propri sottoposti distinguendosi nella difesa della costiera del lago di Garda dall'attacco della flottiglia austriaca e nell'assedio del Forte d'Ampola, dove guadagno' la medaglia d'oro al valore militare.

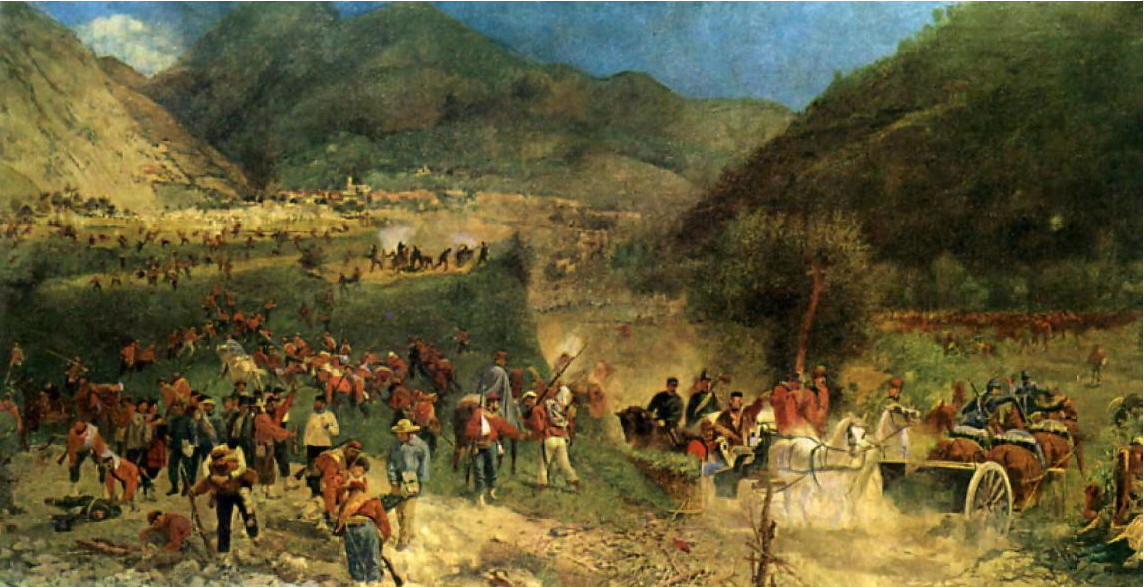
Felice Zennaro
La battaglia di Bezzecca (1867 ca)

Fu soprannominato "Un garibaldino convertito" in quanto in quella campagna militare si distinse presso gli ufficiali del Corpo dapprima negativamente a causa di alcuni atteggiamenti di superiorità e per gli ostacoli frapposti alle truppe volontarie garibaldine, poi nella battaglia di Bezzecca rimase affascinato dal carattere di Garibaldi e con Menotti Garibaldi fu l'artefice della vittoria sugli austriaci tanto da essere decorato con la medaglia d'oro al valor militare.
Terminata la guerra fu promosso al grado di generale dell'esercito, assunse il comando della Brigata "Ancona" (69º e 70º Reggimento fanteria) e si dichiarò sempre grande estimatore di Garibaldi.
Il 10 aprile 1870 propose a Nino Bixio un traffico commerciale marittimo tra Italia e l'Indocina. Morì a Firenze nel 1892.
Con testamento del 23 febbraio 1880 il generale Orazio Dogliotti dispose un legato, depositato in atti del notaio Francesco Cocchi di Firenze, allo scopo di istituire due premi, da 500 lire cadauno, da distribuirsi annualmente a quelle due famiglie di militari di truppa dell'artiglieria che avessero dimostrato una particolare morigeratezza.

## Opere
- Difesa dell'Italia secondo i principi sviluppati dal generale Franz Kuhn nell'opera (der Gebirgskrieg), La guerra di montagna, Roma, 1873.
- Relazione sulle operazioni dell'artiglieria addetta al corpo dei volontari italiani nella campagna del Tirolo 1866, Torino : Unione tipografico-editrice, 1893.

## Onorificenze
Medaglia d'oro al valor militare con la seguente motivazione: "Per il suo contegno pieno di intelligenza, di slancio e di bravura ad Ampola e Bezzecca ed in tutti i combattimenti ove si è trovato alla testa dei suoi valorosi artiglieri. Ampola e Bezzecca 19 e 21 luglio 1866".